# アルムニAC
アルムニ・アトレティック・クルブ（スペイン語: Alumni Athletic Club）、通称アルムニ（Alumni）は、かつてアルゼンチン・ブエノスアイレス州で活動していたサッカークラブである。
1893年に設立されたアルゼンチンサッカー協会（AFA）が組織するサッカー選手権に参加するため、同年、ブエノスアイレス英語学校の学生グループがアレクサンダー・ワトソン・ハットン博士（アルゼンチンサッカーの父）の下に集って設立された。公式に設立が認められたのは1898年。1911年までに10回のリーグ優勝を果たし、また国内外問わず多数のカップ戦で優勝したが、1913年、内部問題のために解散した。アルゼンチンのサッカー史において最も重要なクラブのひとつである。

## 歴史

### ブエノスアイレス英語学校

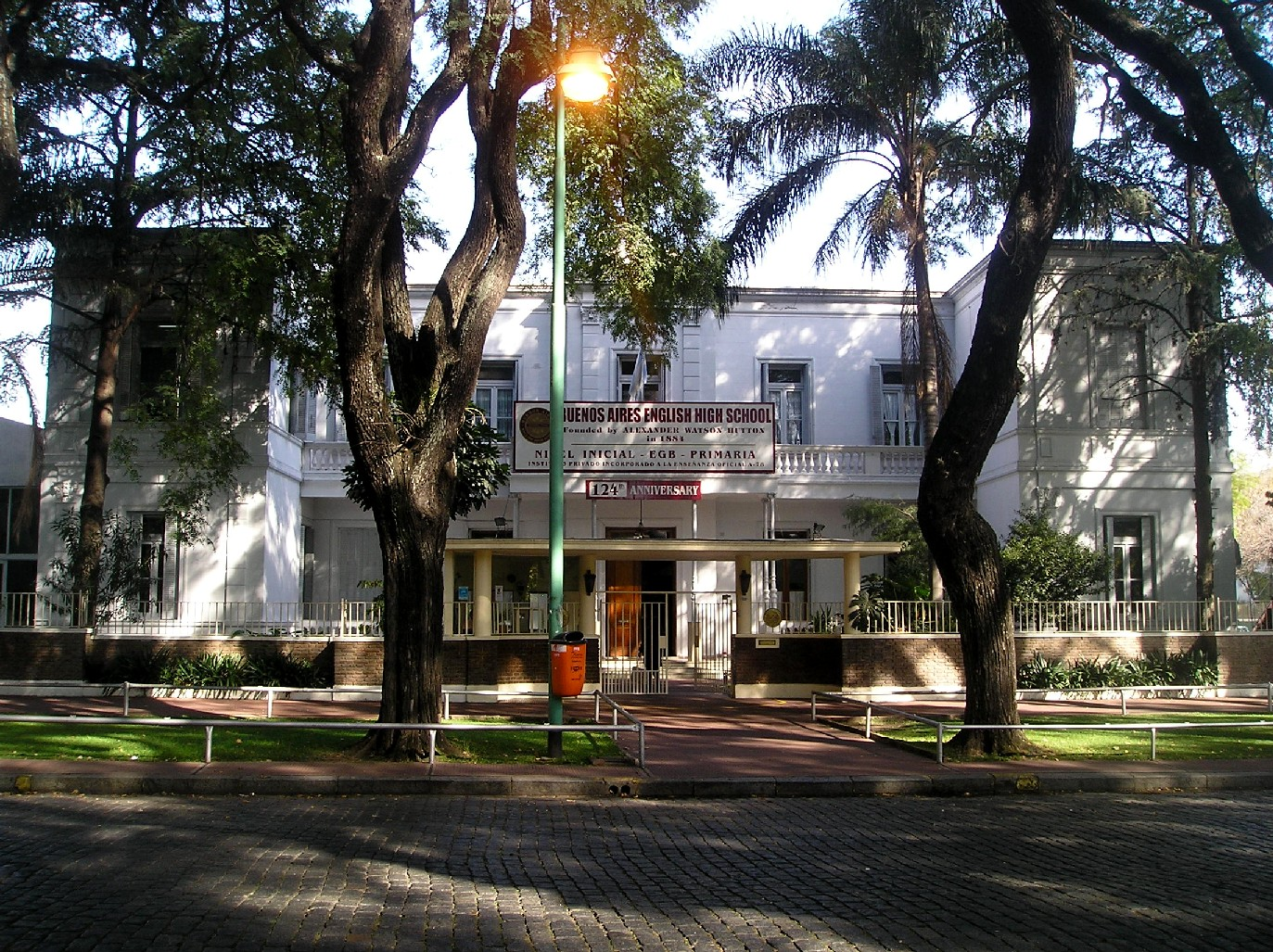
ベルグラーノ近郊にあったブエノスアイレス英語学校

1882年2月25日、スコットランド人のアレクサンダー・ワトソン・ハットン博士がブエノスアイレスに到着。ハットン博士は「アルゼンチンサッカーの父」とされている人物であり、セント・アンデレ・スコッツ学校の校長職にあった。ハットン博士の教育方針の重要な要素に「スポーツによる教育」があったが、スコッツ学校はスポーツ施設を築くための資金を有しておらず、博士はすぐに校長職を辞任。このため、博士は自身の教育理論の実施のためにブエノスアイレス英語学校（BAEHS）の設立を決定し、特に偏愛していたサッカーを核に据えたBAEHSを1884年2月1日に開校させた。アルゼンチンでサッカーの練習を行うために、博士はウィリアム・ワッターズをスコットランドから呼び寄せてサッカー指導者とした。イギリスからアルゼンチンに初めてサッカーボールをもたらしたのがワッターズであるとする文献もある。

### 初の公式戦

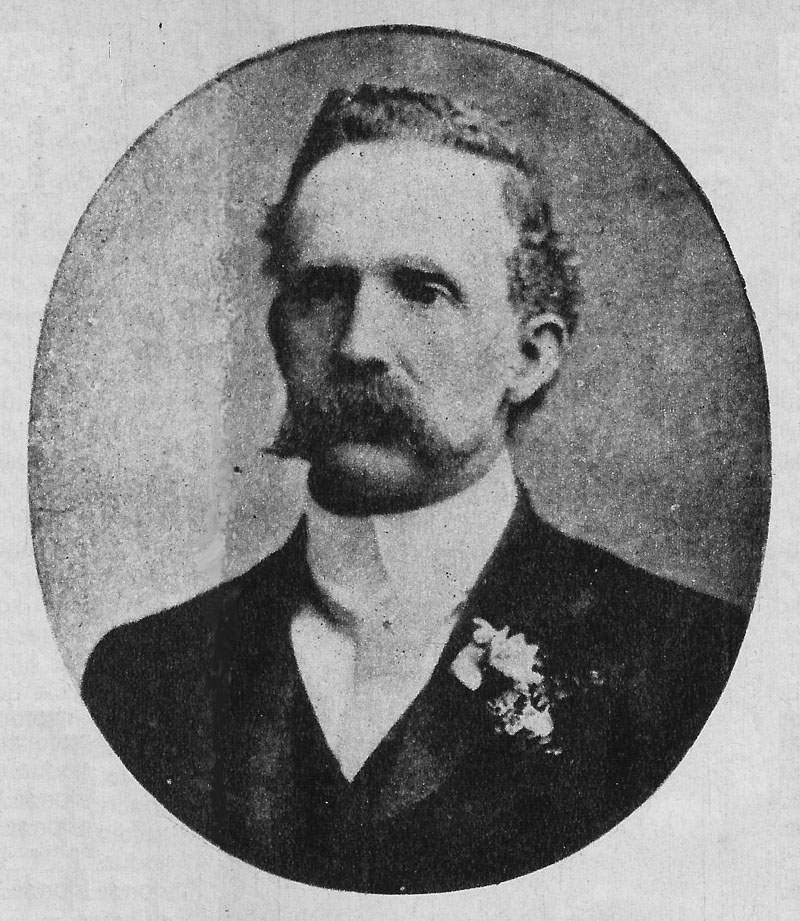
「アルゼンチンサッカーの父」と呼ばれるハットン博士

1890年の時点でブエノスアイレス英語学校、セント・アンデレ・スコッツ学校、フローレス学校、フローレス英語学校、オールド・カレドニアンズFC、セント・ジョンFC、スコッチ・クラブ、ブエノス・アイレスFCなど多くの組織が試合を行っていたが、ブエノスアイレスのサッカークラブはいかなる協会にも組織されていなかった。1891年、セント・アンデレのアレク・ラモントがアルゼンチン・アソシエーション・フットボールリーグ（Argentine Association Football League、AAFL）を設立し、セント・アンドレ・スコッツ学校、オールド・カレドニアンズ、ブエノスアイレス・ロサリオ鉄道、ベルグラーノFC、ブエノス・アイレスFCの5クラブが登録。この新しい大会は酷く批判され、ほとんどのクラブに参加を拒否されたが、タイトルはセント・アンデレに与えられた。AAFLは1891年シーズン終了後に解散したため、1892年にはリーグ戦が開催されなかった。
1893年2月21日、ハットン博士は同名（Argentine Association Football League、AAFL）の新しいサッカーリーグを設立して会長に就任した。このサッカーリーグはアルゼンチンサッカー協会（AFA）の前身とみなされている。1893年シーズンには、ローマスAC、フローレスAC（Flores Athletic Club）、キルメス・ローワーズ（Quilmes Rowers）、ブエノスアイレス英語学校、ロサリオ鉄道の5クラブが参加した。大会終了後、ローマスACがアルゼンチンサッカーの歴史上初のチャンピオンとなった。

### アトレティック・クルブの設立

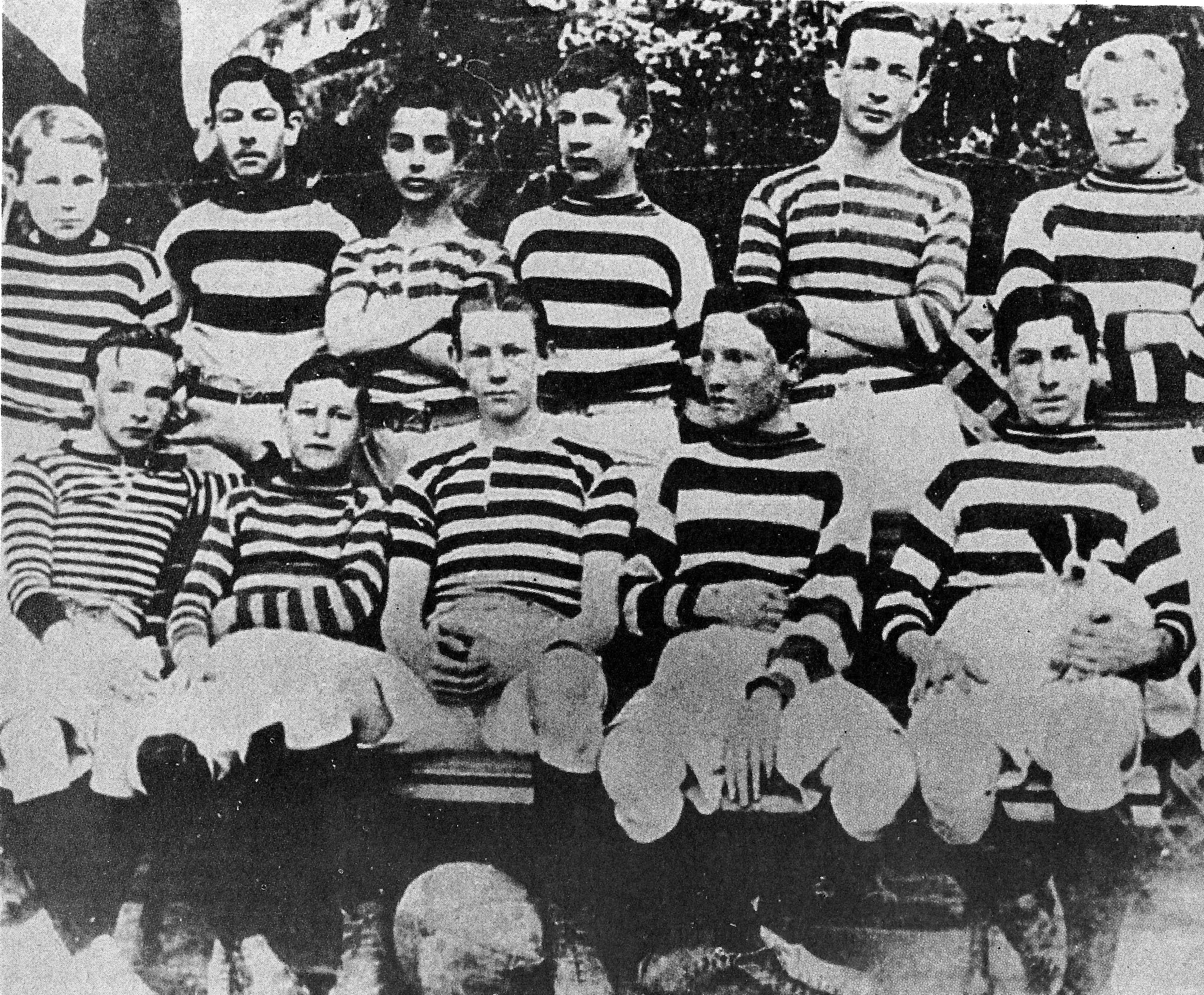
ブエノスアイレス英語学校のチーム（1899年）

1898年、アルゼンチンの法務大臣と文部大臣は、すべての公立学校の教育課程に体育が必須であると定めた。この指導要領ではさらに、全ての学校は在校生や卒業生のためのスポーツクラブを設立しなければならないと定めていた。これらの理由により、1898年10月3日、CAイングリッシュ・ハイスクール（Club Atlético English High School、後にアルムニACに改名）が設立された。最初のグラウンドは近隣のコグラン地区に設けられ、そこで練習が行われた。

### 14シーズンで10回の優勝

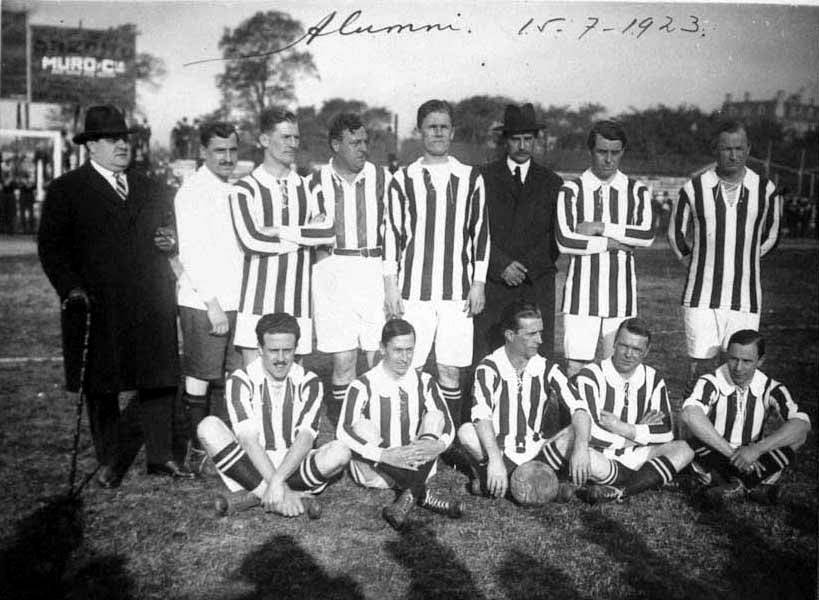
クラブ解散から10年後の1923年7月15日、1試合限定で再結成されたアルムニの選手

1900年から1903年（4連覇）、1905年から1907年（3連覇）、1909年から1911年（3連覇）と、3回に渡って3連覇以上を記録。1906年（8得点）、1907年（24得点）、1908年（19得点）、1909年（17得点）と、エリセオ・ブラウンは4年連続で得点王に輝いた。1906年にはプリメーラ・ディビシオン、タイ・カップ、コパ・デ・オノール・クセニエールの3冠を達成したリオ・デ・ラ・プラタ初のクラブとなった。また、同年には南アフリカのクラブに勝利し、国外のクラブに勝利したアルゼンチン初のサッカークラブにもなった。
1904年、クルブ・バラカス・セントラルは、アルムニのユニフォームカラ―に基づく赤色と白色のユニフォームを採用。1906年にはエストゥディアンテス・デ・ラ・プラタがアルムニに倣って赤色と白色のユニフォームを採用し、1907年にはCAウニオンも同調した。アルムニACに敬意を表して名付けられたCAアルムニ（Club Atlético Alumni）というクラブがコルドバ州、ビリャ・マリアに存在する。1910年4月10日、リーベル・プレートFCは水色のユニフォームを着てアルムニに2-1で勝利した。これにより、ウルグアイ代表はユニフォームカラ―に水色を採用。それまでのウルグアイ代表はアルゼンチン代表に似通ったユニフォームを着ていた。
最後のシーズンとなった1911年シーズンは11勝1分4敗の成績で終え、エストゥディアンティル・ポルテーニョと同率首位となったため、優勝決定戦がヒムナシア・エスグリマのスタジアムで行われたが、アルムニはこの試合に2-1で勝利（得点者はアルフレード・ブラウンとレット）して3連覇を達成。このタイトルは11個目にして最後のタイトルとなった。

### 解散
アルムニはプリメーラ・ディビシオンで10回優勝した。1912年もリーグに登録したが、結局1試合も行わなかった。CAエストゥディアンテス戦、キルメスAC戦、ラシン・クルブ戦は没収試合となったため、AAFは大会規則に基づいてアルムニをリーグから除名した。アルムニの選手の多くはキルメスに移り、キルメスは同年のリーグ戦で優勝した。
クラブの消滅には大きく二つの理由がある。ブエノスアイレス英語学校以外からの選手の加入を認めることは稀であり、選手数が不足したことが一つ目の理由である。クラブの収入を寄付に充てるなどして多額の資金を失ったことが二つ目の理由に挙げられ、1912年シーズンを完遂できそうになかった。1913年4月24日に解散した際には全てのメンバーがミーティングに招待されたが、7人しか出席していない。12,322.29ドルの資産は、ブリタニコ病院や児童財団など8つの公共団体に寄付された。

### ラグビーチームとしての復活
1951年、ブエノスアイレス英語学校は卒業生にラグビーチームとして「アルムニ」の名称を使用することの同意を求めた。アソシアシオン・アルムニという名称のラグビーチームが直ちに承認され、今日まで残っている。

## タイトル

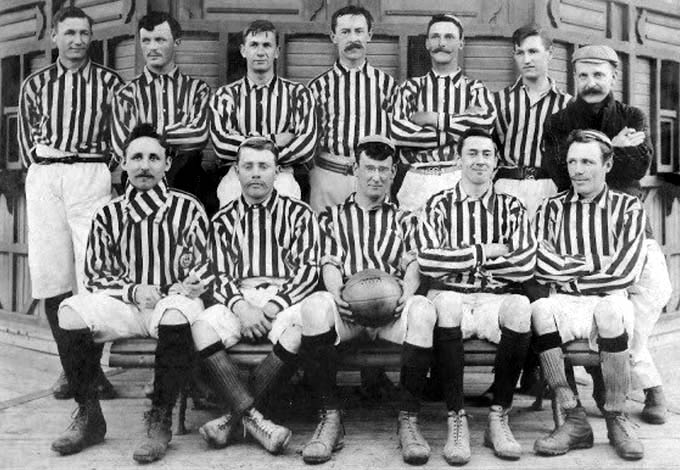
1903年のアルムニ

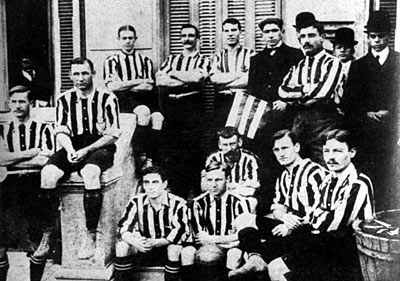
1906年のアルムニ

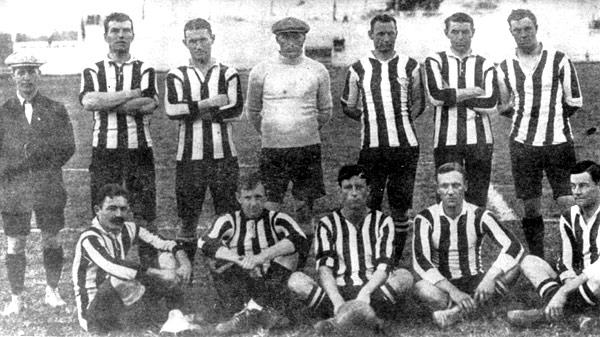
1910年のアルムニ

### 国内タイトル
- プリメーラ・ディビシオン : 10回
  - 1900, 1901, 1902, 1903, 1905, 1906, 1907, 1909, 1910, 1911
- コパ・デ・オノール・ムニシパリダ・デ・ブエノス・アイレス : 2回
  - 1905, 1906
- コパ・デ・コンペテンシア・ジョッキー・クルブ : 3回
  - 1907, 1908, 1909

### 国際タイトル
- タイ・カップ : 6回
  - 1901, 1903, 1906, 1907, 1908, 1909
- コパ・デ・オノール・クセニエール : 1回
  - 1906

## 成績
1893年から1911年までに14シーズンをプレーし、10回の優勝を果たした。1911年、10回目の優勝後に解散した。
- 1893 - 5クラブ中4位
- 1895 - 6クラブ中6位
- 1900 - 優勝 （クラブ名をアルムニに変更）
- 1901 - 優勝
- 1902 - 優勝
- 1903 - 優勝
- 1904 - 6クラブ中2位
- 1905 - 優勝
- 1906 - 優勝
- 1907 - 優勝
- 1908 - 10クラブ中2位
- 1909 - 優勝
- 1910 - 優勝
- 1911 - 優勝

## 選手

### 主要選手

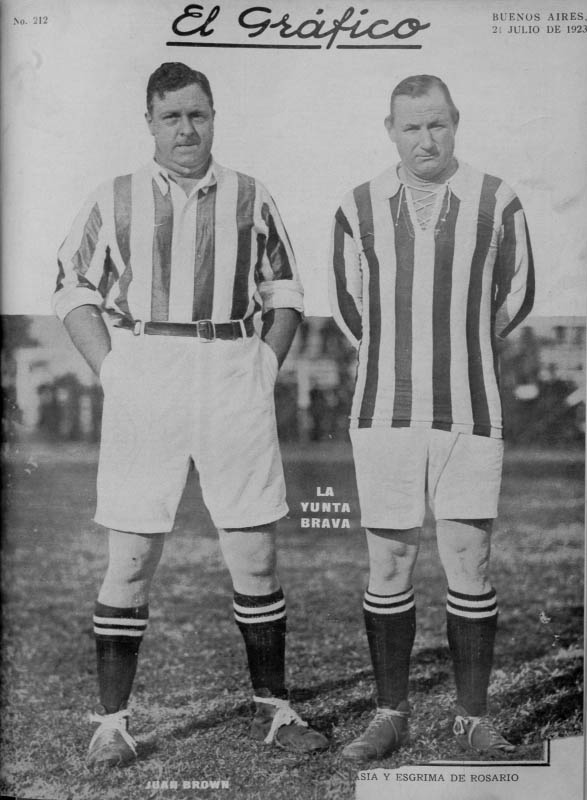
フアン・ブラウンとホルヘ・ブラウン（1923年）

アルムニ史上最高の選手はホルヘ・ブラウンであり、1903年から1906年までと、1910年からクラブ解散までキャプテンを務めた。ホルヘの5人の兄弟、アルフレード、エリセオ、カルロス、フアン、エルネストもアルムニでプレーしており、また従兄弟のフアン・ドミンゴもプレーしていた。キーパーのホセ・ブルーカ・ラフォリアは1905年に加入して1907年までプレーした。フアン・マケックニー（1891-1894、1900-1904）も注目に値するキーパーであり、チームに興奮を与えた。キーパー以外には多くの卓越したフォワードが在籍し、彼らの多くはプリメーラ・ディビシオンの得点王に輝いた。アルフレードとエリセオのブラウン兄弟、カルロスとエルネストのレット兄弟、アーノルド・ワトソン・ハットンなどが挙げられる。
常に多くの選手がアルゼンチン代表に招集されてプレーした。4人のブラウン兄弟のうち4人は試合のたびに揃って招集され、1907年6月2日から7月14日にかけて行われたブラジル遠征には（従兄弟のフアン・ドミンゴも含めて）5人のブラウン姓の選手が参加した。1906年から1909年にかけてアルゼンチン代表はコパ・リプトンで4連覇を果たしたが、1906年は8人、1907年は7人、1908年は5人、1909年は7人のアルムニの選手が優勝チームの一員となった。また、コパ・ニュートンでも4連覇しており、1906年は7人、1907年は4人、1908年は7人、1909年は3人の選手が優勝に関わった。コパ・デ・オノール・グラン・プレミオ・デ・アルヘンティーナの1909年大会では7人、1911年大会では6人の選手が優勝メンバーとなった。

### キャプテン
- 1899-1902 コロラド・マック
- 1903-1904 ホルヘ・ブラウン
- 1905 フアン・J・ムーア
- 1906 ホルヘ・ブラウン

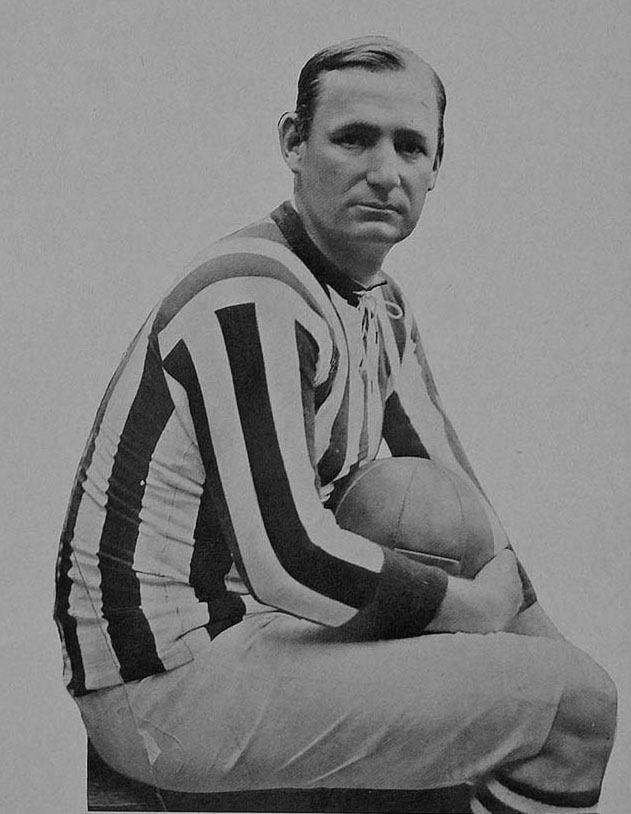
ホルヘ・ブラウンは1908年から1914年にかけてアルゼンチン代表のキャプテンも務めた

- 1907-1910 アルフレード・ブラウン
- 1910-1911 ホルヘ・ブラウン [6]

## ユニフォーム
英語学校のユニフォームは生徒が学校で着ていた制服を基にしており、白色のシャツに赤色の横縞が入っている。1901年にクラブ名称を変更し、ユニフォームのデザインは赤色の縦縞に変更された。ほとんどの場合、パンツは白色であったが、黒色や紺色のパンツを穿いたこともあった。
|           |
| 1893-1900 |

|         |
| 1901-11 |